# Thomas Raschke
Thomas Raschke (* 3. Dezember 1961 in Schwäbisch Gmünd) ist ein deutscher Bildhauer, Goldschmied und Messermacher.

## Leben
Raschke absolvierte von 1979 bis 1982 Ausbildung zum Goldschmied und bestand 1991 Meisterprüfung. Von 1987 bis 1994 studierte er an der Staatlichen Akademie der Bildenden Künste Stuttgart bei Moritz Baumgartl, Inge Mahn und Micha Ullman. 1993 gründete er mit Sebastian Rogler die Künstlergruppe Das Deutsche Handwerk, die bis heute besteht.
Lehrtätigkeit an der Kolping Kunstakademie in Stuttgart und dem Paritätischen Bildungswerk, Frankfurt am Main. Nach dem zweijährigen Residents-Stipendium der Kunststiftung Baden-Württemberg, führte ihn 2001 das Stipendium Cité des Arts internationale nach Paris. 2004 Gründung der von Erlenbach Kunstschule in Berlin. 2007 folgte ein Umzug nach Stockholm.

## Werke
Zum Werk Thomas Raschkes gehören unter anderem drei aus Draht geschaffene Rauminstallationen, Werkstatt bis 2000, Küche und Livingroom bis 2006, Band, unvollendet. Weitere Werkserien aus Wellpappe, Brot, Käse, Eisendraht und Bauschaum.

## Öffentliche Sammlungen
- Nationalmuseum Stockholm
- Sammlung Guggenheim
- Techniska Museet, Stockholm
- Handelsbanken, Stockholm
- LBBW Landesbank Baden-Württemberg, Stuttgart
- DaimlerChrysler Contemporary, Haus Huth, Berlin
- WISAG, Frankfurt
- Graphothek der Stadt Stuttgart
- Regierungspräsidium Stuttgart
- Sammlung der städtischen Galerie Albstadt Ebingen
- Städtische Galerie im Prediger, Schwäbisch Gmünd

## Ausstellungen
2024
Erst in der Heimat bin ich wirklich fremd, Thomas Raschke, Andreas Welzenbach
Rathausgalerie Aalen
2020
Albabstieg, eine Heimatinstallation, Thomas Raschke, Andreas Welzenbach,
Kunstmuseum Heidenheim
2019
talents, Modern Crafts & Jewellery, tendence messe frankfurt, Frankfurt
2017
Corpus maximus, Galerie Sebastian Schildt+, Stockholm
2016
Loot mad about jewelry Museum of Arts and Design, New York
2015
Transparent, mit Tobias Hofsäss, Galerie Sebastian Schildt+, Stockholm
Great IDEA? The Art of Not Conforming, mit Tobias Hofsäss, Museum of St Albans (UK)
2014
Transparent, mit Tobias Hofsäss, Galerie der Stadt Backnang
2012
Åtta från Sverige, Gallerie Montan, Kopenhagen
Wireframes, Gallerie LOD, Stockholm
The Band, Dauerinstallation im Tekniska museet, Stockholm
2011
The Band, Nutida Svenskt Silver, Stockholm
The Band, Olivier van Wijk, Maastrich
2010
The Band, Galerie Dubois Friedlander, Brüssel
The Band, Galerie Sakamoto contemporary, Berlin
2009
Thomas Raschke, Weltraum, München
Weltraum, Lothringer13, Städtische Kunsthalle, München
2007
Flowing Times, Galerie Schüppenhauer, Köln
saugen | waschen | sägen | schmusen, Galerie Sakamoto contemporary, Berlin
szenenwechsel, mit S. Rogler, Jörg Heitsch Galerie, München
2006
drawing now! white trash contemporary, Hamburg
2005
Durchzug, Sony Center am Potsdamer Platz, Berlin
2004
World´s Most Boring Art Exhibition Das Deutsche Handwerk zeigt Langeweile, UH-galleries, Margaret Harvey Gallery, St. Albans, London
2003
Sperrmüll, Encombrants, Institut français de Stuttgart
Sachgemäß, Kunst Raum Dornbirn (A)
2002
Versus, (mit Abigail Durrant), The Centre of Attention, London
Loopool, Die Weissenhofer: Beckmann, Mandernach, Raschke, Schäfer, Kunsthalle Erfurt
2001
final cut (at night)-Das deutsche Handwerk
espace public, Cité Internationale des Arts, Paris
wire frames, galerie angelika wieland, Berlin
2000
Nudnik ;2000, Galerie KX – Kampnagel Hamburg
Das deutsche Handwerk – Gutt Preis, Raschke, Rogler
Russische Botschaft in Berlin
1999
Wash and Wear, Kubus Hannover, Leopold-Hoesch-Museum, Düren,
Kunsthaus Hamburg, Hamburger Kunstverein
1998
Das deutsche Handwerk – Männer, Mädchen und Maschinen
Württembergischer Kunstverein, Stuttgart

## Preise
- 1987  Jugendpreis für bildende Künstler in Ost-Württemberg
- 1990 Bosch Workart Award, Preis
- 1992 Preis der Akademie der Bildenden Künste, Stuttgart
- 1992  Berlin-Stipendium der Stiftung Paul und Olga Mahringer
- 1994 Preis der Akademie der Bildenden Künste Stuttgart
- 1996 Hausstipendium der Kunststiftung Baden-Württembergs
- 1997 Debutantenförderung der Akademie der Bildenden Künste Stuttgart
- 1999 Stipendium Cité international des Arts, Paris
- 2001 Förderpreis des Künstlerbund Baden-Württemberg e.V.
- 2002   Publikumspreis des Open-Eye Filmfestivals Marburg, für „La Mer“
- 2004   Wiro-Kunstpreis, Kunst für Brüssel

## Kunst am Bau
1997
Mein Vater erklärt mir jeden Sonntag unsere neun Planeten, Endelbangschule, Stuttgart-Vaihingen
2000
Prickly Pear, Art in Public Space, San Antonio, Texas, USA
Burg, Frauenklinik, Ulm
Das ist ein Gefängnis, mit Sebastian Rogler, Justiz Vollzugsanstalt, Lörrach
2005
Bocca della Verita, mit Sebastian Rogler, Polizeidirektion Rottweil